# Општина Куахиникуилапа (Гереро)
Куахиникуилапа (шп. Cuajinicuilapa) општина је у Мексику у савезној држави Гереро. Општина се налази на надморској висини од 50 м.

## Становништво
Према подацима из 2010. у општини је живело 25922 становника.

### Хронологија
| Година       | 2000                  | 2005                  | 2010                  |
| ------------ | --------------------- | --------------------- | --------------------- |
| Становништво | 25641 (12596 / 13045) | 23537 (11505 / 12032) | 25922 (12944 / 12978) |

### Попис
| \| \| м \| \| \| ж \| \| 0—2 \| 912 \| \| \| 852 \| \| 3—5 \| 905 \| \| \| 923 \| \| 6—11 \| 1.879 \| \| \| 1.773 \| \| 12—14 \| 990 \| \| \| 1.009 \| \| 15—17 \| 1.018 \| \| \| 970 \| \| 18—24 \| 1.636 \| \| \| 1.580 \| \| 60+ \| 1.298 \| \| \| 1.363 \| \| Просек : \| 26,5 \| \| \| 27,2 \| |       |  |  |       |
| |       |  |  |       |
| | м     |  |  | ж     |
| 0—2 | 912   |  |  | 852   |
| 3—5 | 905   |  |  | 923   |
| 6—11 | 1.879 |  |  | 1.773 |
| 12—14 | 990   |  |  | 1.009 |
| 15—17 | 1.018 |  |  | 970   |
| 18—24 | 1.636 |  |  | 1.580 |
| 60+ | 1.298 |  |  | 1.363 |
| Просек : | 26,5  |  |  | 27,2  |

| #   | Индикатор                                                                                        | Вредност |
| --- | ------------------------------------------------------------------------------------------------ | -------- |
| 1   | Становништво од 0 до 2 године                                                                    | 1764     |
| 2   | Мушко становништво од 0 до 2 године                                                              | 912      |
| 3   | Женско становништво од 0 до 2 године                                                             | 852      |
| 4   | Становништво са 3 и више година                                                                  | 24119    |
| 5   | Мушко становништво са 3 и више година                                                            | 12012    |
| 6   | Женско становништво са 3 и више година                                                           | 12107    |
| 7   | Становништво са 5 и више година                                                                  | 22878    |
| 8   | Мушко становништво са 5 и више година                                                            | 11414    |
| 9   | Женско становништво са 5 и више година                                                           | 11464    |
| 10  | Становништво са 12 и више година                                                                 | 18639    |
| 11  | Мушко становништво са 12 и више година                                                           | 9228     |
| 12  | Женско становништво са 12 и више година                                                          | 9411     |
| 13  | Становништво са 15 и више година                                                                 | 16640    |
| 14  | Мушко становништво са 15 и више година                                                           | 8238     |
| 15  | Женско становништво са 15 и више година                                                          | 8402     |
| 16  | Становништво са 18 и више година                                                                 | 14652    |
| 17  | Мушко становништво са 18 и више година                                                           | 7220     |
| 18  | Женско становништво са 18 и више година                                                          | 7432     |
| 19  | Становништво од 3 до 5 година                                                                    | 1828     |
| 20  | Мушко становништво од 3 до 5 година                                                              | 905      |
| 21  | Женско становништво од 3 до 5 година                                                             | 923      |
| 22  | Становништво од 6 до 11 година                                                                   | 3652     |
| 23  | Мушко становништво од 6 до 11 година                                                             | 1879     |
| 24  | Женско становништво од 6 до 11 година                                                            | 1773     |
| 25  | Становништво од 8 до 14 година                                                                   | 4491     |
| 26  | Мушко становништво од 8 до 14 година                                                             | 2286     |
| 27  | Женско становништво од 8 до 14 година                                                            | 2205     |
| 28  | Становништво од 12 до 14 година                                                                  | 1999     |
| 29  | Мушко становништво од 12 до 14 година                                                            | 990      |
| 30  | Женско становништво од 12 до 14 година                                                           | 1009     |
| 31  | Становништво од 15 до 17 година                                                                  | 1988     |
| 32  | Мушко становништво од 15 до 17 година                                                            | 1018     |
| 33  | Женско становништво од 15 до 17 година                                                           | 970      |
| 34  | Становништво од 18 до 24 године                                                                  | 3216     |
| 35  | Мушко становништво од 18 до 24 године                                                            | 1636     |
| 36  | Женско становништво од 18 до 24 године                                                           | 1580     |
| 37  | Женско становништво од 15 до 49 година                                                           | 5984     |
| 38  | Становништво са 60 и више година                                                                 | 2661     |
| 39  | Мушко становништво са 60 и више година                                                           | 1298     |
| 40  | Женско становништво са 60 и више година                                                          | 1363     |
| 41  | Однос између мушкараца и жена                                                                    | 99.74    |
| 42  | Становништво од нуле до 14 година                                                                | 9243     |
| 43  | Становништво од 15 до 64 године                                                                  | 14689    |
| 44  | Становништво од 65 година и више                                                                 | 1951     |
| 45  | Просечан број деце                                                                               | 3.33     |
| 46  | Становништво рођено у ентитету                                                                   | 22297    |
| 47  | Мушко становништво рођено у ентитету                                                             | 11265    |
| 48  | Женско становништво рођено у ентитету                                                            | 11032    |
| 49  | Становништво рођено у другом ентитету                                                            | 2851     |
| 50  | Мушко становништво рођено у другом ентитету                                                      | 1286     |
| 51  | Женско становништво рођено у другом ентитету                                                     | 1565     |
| 52  | Становништво од 5 година и више резидентно у ентитету у јуну 2005. године                        | 21194    |
| 53  | Мушко становништво старосног доба од 5 година и више, резидентно у ентитету у јуну 2005. године  | 10390    |
| 54  | Женско становништво старосног доба од 5 и више година, резидентно у ентитету у јуну 2005. године | 10804    |
| 55  | Становништво од 5 година и више које је живело у другом ентитету у јуну 2005. године             | 475      |
| 56  | Мушко становништво старије од 5 година које је живело у другом ентитету у јуну 2005. године      | 233      |
| 57  | Женско становништво старије од 5 година које је живело у другом ентитету у јуну 2005. године     | 242      |
| 58  | Становништво од 3 године и више које говори аутохтони језик                                      | 1355     |
| 59  | Мушко становништво старо 3 године и више које говори аутохтони језик                             | 657      |
| 60  | Женско становништво старо 3 године и више које говори аутохтони језик                            | 698      |
| 61  | Становништво од 3 године и више које говори аутохтони језик и не говори шпански језик            | 41       |
| 62  | Мушко становништво старо 3 године и више које говори аутохтони језик и не говори шпански         | 11       |
| 63  | Женско становништво старо 3 године и више које говори аутохтони језик и не говори шпански језик  | 30       |
| 64  | Становништво старо 3 године и више које говори аутохтони језик и шпански                         | 1225     |
| 65  | Мушко становништво старо 3 године и више које говори аутохтони језик и шпански                   | 604      |
| 66  | Женско становништво старо 3 године и више које говори аутохтони језик и шпански                  | 621      |
| 67  | Становништво од 5 година и више које говори аутохтони језик                                      | 1313     |
| 68  | Становништво од 5 година и више које говори аутохтони језик и не говори шпански језик            | 32       |
| 69  | Становништво од 5 година и више које говори аутохтони језик и говори шпански језик               | 1194     |
| 70  | Становништво у домородачким домаћинствима                                                        | 2431     |
| 71  | Становништво са ограничењима у активностима                                                      | 1173     |
| 72  | Становништво са ограниченим ходањем или кретањем, горе или доле                                  | 651      |
| 73  | Становници са ограничењима вида, чак и уз кориштење сочива                                       | 260      |
| 74  | Становништво са ограничењима говора, комуникације или конверзације                               | 169      |
| 75  | Становништво са ограниченим слухом                                                               | 83       |
| 76  | Становништво са ограничењима при одевању, купању или јелу                                        | 29       |
| 77  | Становништво са ограничењима у опажању или учењу једноставних ствари                             | 28       |
| 78  | Становништво са менталним ограничењима                                                           | 109      |
| 79  | Становништво без ограничења активности                                                           | 24448    |
| 80  | Становништво од 3 до 5 година које не похађа школу                                               | 599      |
| 81  | Мушко становништво од 3 до 5 година које не похађа школу                                         | 286      |
| 82  | Женско становништво од 3 до 5 година које не похађа школу                                        | 313      |
| 83  | Становништво од 6 до 11 година које не похађа школу                                              | 168      |
| 84  | Мушко становништво од 6 до 11 година које не похађа школу                                        | 113      |
| 85  | Женско становништво од 6 до 11 година које не похађа школу                                       | 55       |
| 86  | Становништво од 12 до 14 година које не похађа школу                                             | 218      |
| 87  | Мушко становништво од 12 до 14 година које не похађа школу                                       | 120      |
| 88  | Женско становништво од 12 до 14 година које не похађа школу                                      | 98       |
| 89  | Становништво од 15 до 17 година похађа школу                                                     | 1128     |
| 90  | Мушко становништво од 15 до 17 година похађа школу                                               | 571      |
| 91  | Женско становништво између 15 и 17 година живота у школи                                         | 557      |
| 92  | Становништво од 18 до 24 године похађа школу                                                     | 538      |
| 93  | Мушко становништво од 18 до 24 године похађа школу                                               | 249      |
| 94  | Женско становништво од 18 до 24 године похађа школу                                              | 289      |
| 95  | Становништво од 8 до 14 година које не може да чита и пише                                       | 407      |
| 96  | Мушко становништво старосног доба од 8 до 14 година које не може да чита и пише                  | 267      |
| 97  | Женско становништво старосног доби од 8 до 14 година које не може да чита и пише                 | 140      |
| 98  | Становништво од 15 година и више које је неписмено                                               | 3863     |
| 99  | Мушко становништво од 15 година и више које је неписмено                                         | 1777     |
| 100 | Женско становништво од 15 година и више које је неписмено                                        | 2086     |
| 101 | Становништво старо 15 и више година без школовања                                                | 3778     |
| 102 | Мушко становништво старо 15 и више година без школовања                                          | 1770     |
| 103 | Женско становништво старо 15 и више година без школовања                                         | 2008     |
| 104 | Становништво старосног доба 15 и више година са непотпуним основним образовањем                  | 3397     |
| 105 | Мушко становништво старосног доба од 15 година и више са непотпуном основним образовањем         | 1714     |
| 106 | Женско становништво старосног доба 15 и више година са непотпуном основним образовањем           | 1683     |
| 107 | Становништво старо 15 и више година са комплетним основним образовањем                           | 2350     |
| 108 | Мушко становништво старо 15 година и више са комплетним основним образовањем                     | 1245     |
| 109 | Женско становништво старо 15 и више година са комплетним основним образовањем                    | 1105     |
| 110 | Становништво старосног доба 15 и више година са непотпуним средњим образовањем                   | 1401     |
| 111 | Мушко становништво старосног доба од 15 година и више са непотпуним средњим образовањем          | 721      |
| 112 | Женско становништво старосног доба од 15 година и више са непотпуним средњим образовањем         | 680      |
| 113 | Становништво старо 15 и више година са пуним секундарном образовањем                             | 2442     |
| 114 | Мушко становништво старосног доба од 15 година и више са пуним секундарном образовањем           | 1245     |
| 115 | Женско становништво старосног доба од 15 година и више са пуним секундарном образовањем          | 1197     |
| 116 | Становништво старије од 18 година са постосновним образовањем                                    | 2860     |
| 117 | Мушко становништво старије од 18 година са постосновним образовањем                              | 1357     |
| 118 | Женско становништво старије од 18 година са постосновним образовањем                             | 1503     |
| 119 | Просечна оцена школовања                                                                         | 5.86     |
| 120 | Просечан ниво образовања мушке популације                                                        | 5.89     |
| 121 | Просечан ниво образовања женског становништва                                                    | 5.84     |
| 122 | Економски активно становништво                                                                   | 8502     |
| 123 | Економски активна мушка популација                                                               | 6795     |
| 124 | Економски активна женска популација                                                              | 1707     |
| 125 | Становништво које није економски активно                                                         | 10003    |
| 126 | Мушко становништво које није економски активно                                                   | 2342     |
| 127 | Женско становништво које није економски активно                                                  | 7661     |
| 128 | Запослено становништво                                                                           | 8272     |
| 129 | Запослено мушко становништво                                                                     | 6579     |
| 130 | Запослено женско становништво                                                                    | 1693     |
| 131 | Незапослена популација                                                                           | 230      |
| 132 | Незапослена мушка популација                                                                     | 216      |
| 133 | Незапослена женска популација                                                                    | 14       |
| 134 | Становништво без права на здравствене услуге                                                     | 9996     |
| 135 | Становништво које има право на здравствене услуге                                                | 15709    |
| 136 | Становништво које има право на ИМСС                                                              | 225      |
| 137 | Становништво које има право на социјално осигурање                                               | 1294     |
| 138 | Становништво које има право на државно социјално осигурање                                       | 78       |
| 139 | Становништво које има право на опште осигурање или здравствено осигурање за нову генерацију      | 13984    |
| 140 | Становништво које је било једном или није било у браку током 12 година и више                    | 6423     |
| 141 | Венчано или уједињено становништво од 12 година и више                                           | 10123    |
| 142 | Становништво које је било у браку или уједињено 12 година и више                                 | 2049     |
| 143 | Становништво са католичком религијом                                                             | 22406    |
| 144 | Протестанти, еванђелисти и библијски следбеници различити од еванђелиста                         | 2418     |
| 145 | Становништво са другим религијама различитим од претходних                                       | 1        |
| 146 | Становништво без религије                                                                        | 795      |
| 147 | Укупно пописаних домаћинства                                                                     | 6018     |
| 148 | Пописна домаћинства на челу са мушкарцима                                                        | 4336     |
| 149 | Пописна домаћинства на челу са женама                                                            | 1682     |
| 150 | Становништво у пописним домаћинствима                                                            | 25889    |
| 151 | Становништво у пописним домаћинствима на челу са мушкарцима                                      | 19586    |
| 152 | Становништво у пописним домаћинствима на челу са женама                                          | 6303     |
| 153 | Укупно домаћинстава                                                                              | 8034     |
| 154 | Укупно насељених домаћинстава                                                                    | 6029     |
| 155 | Укупно приватних кућа                                                                            | 8023     |
| 156 | Насељени приватни домови                                                                         | 6018     |
| 157 | Укупно насељених приватних кућа                                                                  | 6029     |
| 158 | Ненасељене приватне куће                                                                         | 1628     |
| 159 | Појединачна домаћинства за привремену употребу                                                   | 377      |
| 160 | Становници у насељеним приватним кућама                                                          | 25889    |
| 161 | Насељеност станара у приватним становима                                                         | 4.3      |
| 162 | Просечно становника по соби у приватним насељеним домаћинствима                                  | 1.45     |
| 163 | Појединачна домаћинства са подовима од различитих материјала од земље                            | 5176     |
| 164 | Појединачна домаћинства у приземљу                                                               | 799      |
| 165 | Појединачна домаћинства са једном спаваћом собом                                                 | 2572     |
| 166 | Појединачна домаћинства са две спаваће собе и више                                               | 3402     |
| 167 | Појединачна домаћинства са једним собом                                                          | 721      |
| 168 | Појединачна домаћинства са две собе                                                              | 1582     |
| 169 | Појединачна домаћинства са 3 собе и више                                                         | 3663     |
| 170 | Појединачна домаћинства која имају електрично светло                                             | 5688     |
| 171 | Појединачна домаћинства која немају електрично светло                                            | 289      |
| 172 | Појединачна домаћинства која имају водоводну воду у стамбеном простору                           | 1983     |
| 173 | Појединачна домаћинства која немају водоводну воду у стамбеном простору                          | 3976     |
| 174 | Појединачна домаћинства која имају тоалет                                                        | 4423     |
| 175 | Појединачна домаћинства која имају канализацију                                                  | 4104     |
| 176 | Појединачна домаћинства која немају канализацију                                                 | 1844     |
| 177 | Појединачна домаћинства која имају електрично светло, довод воде из јавне мреже и канализацију   | 1617     |
| 178 | Појединачна домаћинства без икаквих услова                                                       | 447      |
| 179 | Појединачна домаћинства која имају радио                                                         | 2646     |
| 180 | Појединачна домаћинства која имају телевизор                                                     | 5106     |
| 181 | Појединачна домаћинства која имају фрижидер                                                      | 4535     |
| 182 | Појединачна домаћинства која имају машину за веш                                                 | 2825     |
| 183 | Појединачна домаћинства која имају аутомобил или комби                                           | 1743     |
| 184 | Појединачна домаћинства која имају рачунар                                                       | 566      |
| 185 | Појединачна домаћинства која имају фиксну телефонску линију                                      | 2221     |
| 186 | Појединачна домаћинства која имају мобилни телефон                                               | 1468     |
| 187 | Појединачна домаћинства која имају приступ интернету                                             | 325      |